# كيتارو نيشيدا
كيتارو نيشيدا (باليابانية: 西田 幾多郎 Nishida Kitarō) (ولد 19 مايو 1870 - 7 يوليو 1945) كان فيلسوف اليابان البارز، ومؤسس ما كان يسمى مدرسة كيوتو للفلسفة. تخرج من جامعة طوكيو خلال فترة مييجي في عام 1894 مع شهادة في الفلسفة. تم تعيينه أستاذًا للمدرسة العليا الرابعة في محافظة إيشيكاوا في عام 1899 وأصبح فيما بعد أستاذا للفلسفة في جامعة كيوتو. تقاعد نيشيدا في عام 1927. في عام 1940 حصل على وسام الثقافة، وشارك في تأسيس معهد شيبا للتكنولوجيا في عام 1940.
توفي كيتارو نيشيدا في سن ال 75 جراء العدوى الكلوية. تم تقسيم جثته إلى ثلاثة أجزاء ودفنت في ثلاث مواقع مختلفة، دفن جزء من رفاته في قبر عائلة نيشيدا في مسقط رأسه أونوك إيشيكاوا، أما الجزء فدفن في مقبرة ثانية في معبد طوكي جي في كماكورا، حيث قام صديقه دي. سوزوكي بتنظيم جنازة نيشيدا وتم دفنه في قطعة أرض مجاورة، المقبرة الثالثة التي دفن فيها نيشيدا كانت في روينين وهي تتبع معبد في مجمع مويوشين جي في كيوتو.

## الفلسفة
لأنه وُلد في السنة الثالثة من فترة مييجي، فقد تم منح نيشيدا فرصة جديدة وفريدة للتفكير في القضايا الفلسفية الشرقية في الضوء الجديد الذي ساهمت فيه الفلسفة الغربية. كانت فلسفة نيشيدا الأصلية والإبداعية تتضمن أفكار زن بالإضافة للفلسفة الغربية، والتي تهدف إلى التقريب بين الشرق والغرب. نشر نيشيدا طوال حياته عددًا من الكتب والمقالات شملت كتب: «التحقيق في الخير» و«منطق مكان الشذوذ والنظرة الدينية». كانت حياة عمل نيشيدا هي الأساس لمدرسة كيوتو للفلسفة، والإلهام للتفكير الأصيل لتلاميذه.
المفهوم الأكثر شهرة في فلسفة نيشيدا هو منطق الباشو (باليابانية: 場所 ، وعادة ما يترجم إلى «مكان» أو "topos")، وهو منطق غير ثنائي للمنطق، يقصد به التغلب على عدم ملاءمة التمييز بين وجوه أساسية من منطق لأرسطو والمنطق الأصلي لإيمانويل كانت، من خلال التأكيد على ما يسميه «الهوية الذاتية المتناقضة تماما»، والتوتر الديناميكي للأضداد، على عكس المنطق الجدلي لجورج ويلهلم فريدريش هيغل، لا يحل في نتيجة الجمع بين المنطق الأصلي ونقيضة. كما أنه يحدد موضوعها الصحيح عن طريق الحفاظ بين التأكيد والنفي كالأقطاب أو وجة النظر المعاكس.
في كتابه «زن نوكنكي» (التحقيق في الخير)، يكتب نيشيدا عن التجربة والواقع والحسن والدين، ويجادل بأن الشكل الأكثر عمقًا للتجربة هو التجربة الصافية. تقوم نيشيدا بتحليل الفكر والإرادة والحدس الفكري والخبرة النقية فيما بينها. وفقا لرؤية نيشيدا وكذلك إلى جوهر الحكمة الآسيوية، يناشد نيشيدا إلى الوصول إلى الانسجام في التجربة من أجل الوحدة.

## الإرث
وفقا لماساو آبي فإنه خلال فترة الحرب العالمية الثانية هاجمه المفكرون اليمينيون، ونعتوه بأنه عديم القومية لتقديره للفلسفة والمنطق الغربيين. لكن بعد الحرب انتقد مفكرو الجناح فلسفته كمواطن قومي، بسبب تشديده على المفهوم التقليدي لللا شيء. قال ماساو آبي: «لقد أدركت نوعًا من الشمولية في الفلسفة والمنطق الغربيين، لكنها لا تقبل لأن تكون هي الشمولية الوحيدة».

## أعماله
- (1911) استعلام عن الخير (بالإنجليزية: An Inquiry into the Good) (باليابانية: 善 の 研究 ، Zen no kenkyū)
- (1915) التفكير والتجربة (بالإنجليزية: Thinking and Experience) (باليابانية: 思索 と 体 験 ، Shisaku to taiken)
- (1913-1717) الحدس والانعكاس في الوعي الذاتي (بالإنجليزية: Intuition and Reflection in Self-consciousness) (باليابانية: 自 覚 に 於 け る 直 観 と 反省 ، Jikaku ni okeru chokkan to hansei)
- (1918-1979) مشكلة الوعي (بالإنجليزية: The Problem of Consciousness) (باليابانية: 意識 の 問題 ، Ishiki no Mondai)
- (1920-1923) الفن والأخلاق (بالإنجليزية: Art and Morality) (باليابانية: 芸術と道徳, Geijutsu to dōtoku)
- (1923–27) من التمثيل إلى المشاهدة (بالإنجليزية: From the Acting to the Seeing) (باليابانية: 働 く も の か ら 見 る も の へ ، Hatarakumono kara mirumono e)
- (1928–29) نظام الجامعات في الوعي الذاتي (بالإنجليزية: The System of Universals in Self-Awareness) (باليابانية: 一般 者 の 自 覚 的 体系، Ippansha no jikakuteki taikei)
- (1930–32) الوعي الذاتي وتقدير عدم الإيمان (بالإنجليزية: The Self-Awareness and Determination of the Nothingness) (باليابانية: 無 の 自 覚 的 限定، Mu no jikakuteki gentei)
- (1933) المشاكل الأساسية للفلسفة (بالإنجليزية: Fundamental Problems of Philosophy) (باليابانية: 哲学 の 根本 問題 行為 の 世界 Tetsugaku no konpon mondai)
- (1934) واستمرت المشاكل الأساسية للفلسفة (بالإنجليزية: Fundamental Problems of Philosophy Continued) (باليابانية: 哲学の根本問題 続編 Tetsugaku-no konpon mondai zokuhen)
- (1935) الوقائع الفلسفية 1 محاولة لنظام الفلسفة (بالإنجليزية: Philosophical Proceedings 1 —An Attempt for A System of Philosophy) (باليابانية: 哲学 的 論文集 第一 - 哲学 体系 へ の 企 図، Tetsugaku-teki ronbun-shū daiichi ―tetsugakutaikei e no kito)
- (1936–37) الإجراءات الفلسفية 2 (بالإنجليزية: Philosophical Proceedings 2) (باليابانية: 哲学 的 論文集 第二، Tetsugaku-teki ronbun-shū daini)
- (1938-39) الإجراءات الفلسفية 3 (بالإنجليزية: Philosophical Proceedings 3) (باليابانية: 哲学 的 論文集 第三، tetsugaku-teki ronbun-shū daisan)
- (1940–1941) الإجراءات الفلسفية 4 (بالإنجليزية: Philosophical Proceedings 4) (باليابانية: 哲学 的 論文集 第四، Tetsugaku-teki ronbun-shū daiyon)
- (1943–44) الإجراءات الفلسفية 5 (بالإنجليزية: Philosophical Proceedings 5) (باليابانية: 哲学 的 論文集 第五 ، Tetsugaku-teki ronbun-shū daigo)
- (1944–45) الإجراءات الفلسفية 6 (بالإنجليزية: Philosophical Proceedings 6) (باليابانية: 哲学 的 論文集 第六، Tetsugaku-teki ronbun-shū dairoku)
- (1944–46) الإجراءات الفلسفية 7 (بالإنجليزية: Philosophical Proceedings 7) (باليابانية: 哲学 的 論文集 第七، Tetsugaku-teki ronbun-shū dainana)

## روابط خارجية
- كيتارو نيشيدا على موقع الموسوعة البريطانية (الإنجليزية)